# ナッソーディン・イマボフ
ナッソーディン・イマボフ（Nassourdine Imavov、1995年3月1日 - ）は、フランスの男性総合格闘家。ロシアのダゲスタン共和国出身。MMAファクトリー所属。UFC世界ミドル級ランキング2位。

## 来歴
ロシアのダゲスタン共和国で生まれ、9歳の時にフランスのサロン＝ド＝プロヴァンスへ移住した。10歳からボクシングを始め、その後総合格闘技を始めるために19歳でパリへ渡り、MMAファクトリーでトレーニングを積んだ。2016年にプロ総合格闘技デビュー。
2019年12月14日、ARES FC 1で元UFCファイターのジョナサン・ムニエに1RTKO勝ち。

### UFC
2020年10月4日、UFC初参戦となったUFC on ESPN: Holm vs. Aldanaでジョーダン・ウィリアムズと対戦し、3-0の判定勝ち。
2021年11月6日、UFC 268でミドル級ランキング11位のエドメン・シャバージアンと対戦し、グラウンドの肘打ち連打で2RTKO勝ち。
2023年1月14日、UFC Fight Night: Strickland vs. Imavovでミドル級ランキング7位のショーン・ストリックランドとライトヘビー級契約で対戦し、0-3の5R判定負け。当初はミドル級ランキング13位のケルヴィン・ガステラムと対戦予定であったが、ガステラムが大会直前に口の怪我で欠場したため、代役を受けたストリックランドとの対戦に変更された。変更された際には既にミドル級への減量を開始しており、前日計量ではストリックランドの92.5kgに対しイマボフは88kgであった。
2023年6月11日、UFC 289でミドル級ランキング14位のクリス・カーティスと対戦。テイクダウンディフェンス成功率100%のカーティスから3度テイクダウンを奪うなど試合を優勢に進めるも、2Rに偶発的なバッティングにより、カーティスは試合を続行することができずノーコンテストとなった。
2024年2月3日、UFC Fight Night: Dolidze vs. Imavovでミドル級ランキング8位のロマン・ドリーゼと対戦。4Rに反則である手をついた相手の顔面にキックを放ち、1ポイント減点されたものの、スタンドで優勢に試合を進めて2-0の5R判定勝ち。
2024年6月8日、UFC on ESPN: Cannonier vs. Imavovでミドル級ランキング4位のジャレッド・キャノニアと対戦し、スタンドパンチ連打で4RTKO勝ち。
2024年9月28日、UFC Fight Night: Moicano vs. Saint Denisでミドル級ランキング8位のブレンダン・アレンと対戦し、3-0の判定勝ち。
2025年2月1日、UFC Fight Night: Adesanya vs. Imavovでミドル級ランキング2位の元UFC世界ミドル級王者イスラエル・アデサンヤと対戦し、右ストレートでダウンを奪いパウンドで2RTKO勝ち。パフォーマンス・オブ・ザ・ナイトを受賞した。

## 戦績
| 総合格闘技 戦績 | 総合格闘技 戦績 | 総合格闘技 戦績 | 総合格闘技 戦績 | 総合格闘技 戦績 | 総合格闘技 戦績 | 総合格闘技 戦績 |
| --------------- | --------------- | --------------- | --------------- | --------------- | --------------- | --------------- |
| 21 試合         | (T)KO           | 一本            | 判定            | その他          | 引き分け        | 無効試合        |
| 16 勝           | 7               | 4               | 5               | 0               | 0               | 1               |
| 4 敗            | 0               | 1               | 3               | 0               | 0               | 1               |

| 勝敗 | 対戦相手                       | 試合結果                                       | 大会名                                                          | 開催年月日     |
|      | カイオ・ボハーリョ             |                                                | UFC Fight Night: Imavov vs. Borralho                            | 2025年9月6日   |
| ○    | イスラエル・アデサンヤ         | 2R 0:30 TKO（右ストレート→パウンド）           | UFC Fight Night: Adesanya vs. Imavov                            | 2025年2月1日   |
| ○    | ブレンダン・アレン             | 5分3R終了 判定3-0                              | UFC Fight Night: Moicano vs. Saint Denis                        | 2024年9月28日  |
| ○    | ジャレッド・キャノニア         | 4R 1:34 TKO（スタンドパンチ連打）              | UFC on ESPN 57: Cannonier vs. Imavov                            | 2024年6月8日   |
| ○    | ロマン・ドリーゼ               | 5分5R終了 判定2-0                              | UFC Fight Night: Dolidze vs. Imavov                             | 2024年2月3日   |
| －   | クリス・カーティス             | 2R 3:04 ノーコンテスト（偶発的なバッティング） | UFC 289: Nunes vs. Aldana                                       | 2023年6月10日  |
| ×    | ショーン・ストリックランド     | 5分5R終了 判定0-3                              | UFC Fight Night: Strickland vs. Imavov                          | 2023年1月14日  |
| ○    | ホアキン・バックリー           | 5分3R終了 判定3-0                              | UFC Fight Night: Gane vs. Tuivasa                               | 2022年9月3日   |
| ○    | エドメン・シャバージアン       | 2R 4:42 TKO（グラウンドの肘打ち）              | UFC 268: Usman vs. Covington 2                                  | 2021年11月6日  |
| ○    | イアン・ハイニッシュ           | 2R 3:09 TKO（左ジャブ→パウンド）               | UFC on ESPN 27: Sandhagen vs. Dillashaw                         | 2021年7月24日  |
| ×    | フィル・ハウズ                 | 5分3R終了 判定0-2                              | UFC Fight Night: Blaydes vs. Lewis                              | 2021年2月20日  |
| ○    | ジョーダン・ウィリアムズ       | 5分3R終了 判定3-0                              | UFC on ESPN 16: Holm vs. Aldana                                 | 2020年10月4日  |
| ○    | ジョナサン・ムニエ             | 1R 4:27 TKO（パウンド）                        | ARES FC 1                                                       | 2019年12月14日 |
| ○    | マテウス・グラチ               | 1R キムラロック                                | Thunderstrike Fight League 18 【TFLウェルター級タイトルマッチ】 | 2019年9月28日  |
| ○    | フランチェスコ・デモンティス   | 1R 2:26 リアネイキドチョーク                   | Devil's Cage                                                    | 2019年7月26日  |
| ○    | グレゴール・ウェイベル         | 5分3R終了 判定3-0                              | City Cage MMA                                                   | 2019年5月17日  |
| ○    | ゲイリー・フォルモサ           | 1R 2:02 TKO（パンチ連打）                      | Centurion FC 2                                                  | 2017年11月4日  |
| ×    | ミハル・ミハルスキ             | 5分3R終了 判定0-3                              | Fight Exclusive Night 19                                        | 2017年10月14日 |
| ○    | ポール・ローレンス             | 1R 2:43 TKO（左アッパー）                      | Centurion FC 1                                                  | 2016年5月13日  |
| ○    | ヤニス・チェフレ               | 1R 2:32 ブラボーチョーク                       | Fight Night One 4                                               | 2016年4月8日   |
| ○    | サイード・マゴメド・タチャエフ | 1R 3:20 リアネイキドチョーク                   | Gladiator Fighting Arena 3                                      | 2016年3月5日   |
| ×    | アヤディ・メジデディン         | 1R 4:49 ギロチンチョーク                       | 100% Fight 27                                                   | 2016年2月4日   |

## 獲得タイトル
- TFLウェルター級王座（2019年）

## 表彰
- UFC パフォーマンス・オブ・ザ・ナイト（1回）